# 잠자는 집시
《잠자는 집시》(프랑스어: La Bohémienne endormie, 영어: The Sleeping Gypsy)는 프랑스의 소박파 화가 앙리 루소가 1897년에 그린 유화이다. 달빛이 비치는 밤에 잠자는 여인을 바라보며 곰곰히 생각하는 사자의 모습을 환상적으로 묘사했다. 이 작품은 1939년 미국의 사업가인 사이먼 구겐하임의 기증으로 뉴욕 근대미술관에 소장되어 있으며 빈센트 반 고흐의 《별이 빛나는 밤》 옆에 전시되어 있다.

## 설명
앙리 루소는 자신의 그림을 다음과 같이 설명했다. "만돌린 연주자인 방황하던 흑인 여성은 깊은 잠에 빠져 항아리(식수가 담긴 꽃병)를 옆에 두고 누워있다. 사자가 우연히 지나가다 그녀의 냄새를 맡지만 그녀를 잡아먹지는 않는다. 매우 시적인 달빛 효과 아래 완전히 건조한 사막을 배경으로 한다. 집시는 동양 의상을 입고 있다."
작품 속 검은 피부의 한 여성이 별 몇 개와 보름달이 떠 있는 어두운 하늘 아래, 산을 배경으로 한 건조한 풍경 속에서 잠을 자고 있다. 그녀는 젤라바 또는 겔라비야로 보이는 무지개색의 다채로운 줄무늬가 있는 긴 가운을 입고 그와 비슷한 줄무늬가 그려진 천 위에 누워 있다. 그녀의 오른손은 지팡이를 잡고 있고, 그녀 옆에는 만돌린과 목이 가느다란 큰 항아리가 놓여 있다. 그녀가 계속 수동적으로 누워 있는 동안, 갈기가 있는 사자가 다가와 머리를 숙이고 조심스럽게 냄새를 맡고 있다.
그림의 크기는 129.5 cm × 200.7 cm (51.0 in × 79.0 in)로, 단순한 모양과 큼직한 색 블록을 사용하여 다소 천진난만한 방식으로 그려진 것으로 보이지만, 이 그림은 루소가 파리 식물원에서 관찰한 동물과 1889년 파리 만국 박람회에서 재현된 식민지 마을에서 영감을 받은 것으로 보인다.

## 행방
루소는 1897년 제13회 앵데팡당(Salon des Indépendants)에 이 그림을 처음 전시했고, 자신의 고향인 라발의 시장에게 팔려고 했지만 실패했다. 대신에, 이 그림은 파리의 목탄 상인의 개인 컬렉션에 들어갔고, 1924년에 미술 평론가 루이 보셀이 발견해 구매했다. 1924년 파리에 거주하는 미술상인 다니엘 헨리 칸바일러가 이 그림을 구입했는데, 당시 이 그림이 위조품인지 여부를 놓고 논란이 일어나기도 했다. 이 작품은 미술사학자 알프레드 H. 바 주니어가 뉴욕 현대미술관을 위해 매입했다.
1924년 존 퀸(John Quinn)이 이 작품을 매입했고, 그해 말 그가 사망 하자 그의 재산은 파리의 경매장인 Hôtel Drouot에 있는 Henri Bing에게 매각되었다. 그 후, 그는 스위스 퀴스나흐트의 Emma Ruckstuhl 부인에게 이 작품을 매각했으며, 그녀는 1939년 12월에 사이먼 구겐하임에게 팔았다. 1939년, 미국의 사업가이자 정치인인 사이먼 구겐하임은 이 작품을 뉴욕 근대미술관에 기증했다.